# Cabu
Jean Cabut, med kunstnernavnet Cabu (13. januar 1937 i Châlons-sur-Marne - 7. januar 2015 i Paris) var en fransk karikaturtegner, illustrator og tegneserietegner.
Han blev dræbt ved attentatet mod Charlie Hebdo.

## Biografi

### En barndom i provinsen
Jean Cabut voksede op i Châlons-sur-Marne mellem 1938 og 1955, hvor hans far Marcel Cabut (1913-2007) var lærer i metalsløjd ved École nationale supérieure d'arts et métiers. Han gik på gymnasiet "Pierre Bayen". Da Jean var 12 år vandt han en cykel og fik sin tegning offentliggjort i en konkurrence
organiseret af magasinet Cœurs vaillants. Efter at være blevet inspireret af tegneren Dubout, fortsatte han med at tegne under 
sit kunstnernavn J.K-Bu i gymnasiebladet "Le Petit Fum's", som blev solgt for tre cent stykket. Som 16-årig fik han, takket være chefen for agence de Châlons
Jean-Marie Boëglin, publiceret sine første illustrationer i det regionale dagblad l'Union de Reims på de lokale sider..

### Opdagelsen af Paris
I 1954, flyttede han til Paris for at arbejde som elev på en tegnestue med speciale i fødevareemballage, placeret over cabareten Crazy Horse Saloon
. Cabu udforskede Paris fra sin base i et pigeværelse, i rue Beaujon, i kvareteret Etoile. 
Cabu blev begejstret over Cab Calloways jazz, som spillede under Harlem Globe Trotters baksetball demonstrationsturne i Paris. Det blev
begyndelsen på en livslang passion for jazz og Swingswing. Cabu dedikerede adskillige værker til jazz'en og skrev forordet til en bog der blev udgivet
i anledning af jazzklubben Le Caveau de la Huchettes 60 års fødselsdag. Denne passion førte til at han lavede flere reportager om jazz, rejste rundt til
flere koncertsteder og festivaler for at møde Cab Calloway, Lionel Hampton, Count Basie, Duke Ellington og blev klummeskriver på 
radiostationen TSF Jazz sammen med Laure Albernhe på programmet Jazz qui déménage (Jazz der flytter).
I 1956 indskrev han sig til ekstrakurser på École supérieure des arts et industries graphiques, mens han om lørdagen tegnede nøgenmodeller 
på Académie Julian,.
Hans første tegning offentliggjort i Paris kom i 1957 i ugebladet Paris Match, Cabu var atten år og tegnede de studerendes liv.

### Krigen i Algeriet
Han måtte afbryde sit pariserliv, da han blev mobiliseret som værnepligtig til krigen i Algeriet i marts 1958. Jean Cabut var indkaldt
i 27 måneder til juni 1960 i det 9. zuaveregiment baseret i Béjaïa omkring 180 km øst for Alger. 
Han udviklede sin politiske bevidsthed i mødet med volden og brutaliteten under tjenesten i Algeriet. 
Ti måneder før afslutningen på sin militære karriere, blev han overført til Bled, som var et ugentligt militært propagandamagasin, der blev uddelt gratis
blandt de franske soldater og havde et oplag på 350.000 eksemplarer. Redaktionen var placeret i Constantine, hvor
også Philippe Labro og Francis Veber skrev artikler. Cabut tegnede La Fille du colonel (oberstens datter) og de små historier
om livet på kasernen. Hans person 'Adjudanten Kronenbourg er inspireret af underofficerene, som han mødte i denne periode, hvor han allerede var begyndt at signere med navnet Cabu. Han samarbejdede også med magasinet Paris Match under sin militærtjeneste 